# Фриђеш Миндер
Фриђеш Миндер (мађ. Minder Frigyes; 28. октобар 1880) је био мађарски фудбалер, репрезентативац, савезни селектор мађарске репрезентације у четири наврата, фудбалски судија, хокејаш, судија хокеја на леду, спортски менаџер. Између 1927. и 1933. године обављао је и функцију капитена хокејашке екипе. Његов отац је Андраш Миндер, градитељ првог парног млина у Будимпешти, син Шандор Миндер, хокејаш. Од 1900. до 1925. године радио је као поштански инспектор.

## Играчка каријера
Између 1897–1900, био је играч Будимских фудбалских тимова, а између 1900–1902, првог мађарског шампионског тима, Будимпешта ТК. Године 1901. био је члан првог шампионског тима БТК-а. Између 1903. и 1908. био је фудбалер и леви везни фудбалског клуба Пошташ ШЕ. Био је брз, радан и тежио је свестраној игри, што се у то време сматрало пионирским приступом игри.
За фудбалску фепрезентацију Мађарске је одиграо једну утакмицу 1903. године када је постигао свој први и једина а уједно и победнички гол против Чешке (2–1).

## Тренерска каријера
Пре него што је Фудбалски савез Мађарске (МЛС) започео да води међународне утакмице, репрезентација Мађарске је одиграла неколико пробних утакмица. У почетку није било савезног капитена репрезентације, чак ни селекционе комисије, тим је састављало веће делегата. Гласање у редовним међународним утакмицама показало се тешким јер није окупљало најбоље у тиму. Поред селектора комисије, изабран је и капитен, који је управљао судбином изабраног тима. Због недостатка објективности укинута је селекциона комисија, па је селекција поверена специјалисту који се сматра најбољим, он је постао капитен репрезентације. Захваљујући, утицајнијим, смерницама унутар савеза, селекциона комисија се изнова враћала после једног пораза.
Као рекордер, у  чек четири периода био је капитен репрезентације, а био је и капитен неколико селекционих комисија. Управљао је националном селекцијом у 13 утакмица између 1908. и 1911. године, 14 утакмица између 1914. и 1917. године а 2 у 1919. и 4 утакмице у 1930. години, укупно 33 утакмице. Рекорд му је био 18 победа, 5 ремија и 10 пораза. Прву инострану турнеју мађарске фудбалске репрезентације водио је у јануару 1911. године, када је екипа у цилиндрима и фраковима обишла Европу.
Између 1927. и 1933. био је савезни капитен репрезентације Мађарске у хокеју на леду.

## Судијска каријера
Године 1903. у Будимпешти полаже теоријски и практични испит пред Судијском испитном комисијом (ББ) МЛС. Међу његовим колегама студентима били су Еде Херцог, Ференц Жилмо, Ференц Штобе и многи други из пионирске ере мађарског фудбала. Био је активан у лигама које води МЛС. На предлог МЛС ББ био је судија НБ II, а од 1904. године судија НБ I. По службеној пракси обављао је и редовну службу помоћног, линијског, судије. Између 1904. и 1908. важио је за једног од најбољих судија друге генерације фудбалског суђења. Повукао се из националног суђења 1909. године због активности као спортског менаџера. У првој мађарској лиги је био главни судија на осам утакмица.